# アウトマテー
アウトマテー（古希: Αὐτομάτη, Automatē）は、ギリシア神話の女性である。長音を省略してアウトマテとも表記される。アルゴスの王ダナオスの50人の娘（ダナイデス）の1人。母親はエウローペー。アミューモーネー、アガウエー、スカイエーと姉妹。彼女とその姉妹はそれぞれエジプト王アイギュプトスとアルギュピエーの息子たちブーシーリス、エンケラドス、リュコス、ダイプローンと結婚したが、ダナオスの命に従って他の姉妹たちと同様に結婚相手を殺害した。その後、アウトマテーとスカイエーはテッサリアー地方からアルゴスにやって来たアカイオスの息子、アルキテレース、アルカンドロスと結婚したと伝えられている。